# Старая Тура
Старая Тура — деревня Высокогорском районе Татарстана. Входит в состав Чернышевского сельского поселения.

## География
Находится в северо-западной части Татарстана на расстоянии приблизительно 6 км на север по прямой от районного центра поселка Высокая Гора.

## История
Известна с 1565 года как Тура.

## Население
Постоянных жителей было: в 1646 году — 36, в 1782—240 душ муж. пола; в 1859—382, в 1897—357, в 1908—508, в 1920—544, в 1926—646, в 1938—505, в 1949—406, в 1958—237, в 1970—113, в 1989 — 35, 9 в 2002 году (русские 89 %), 7 в 2010.

## Известные уроженцы
Кокшин Алексей Терентьевич (1918—1995) — советский деятель образования, педагог. Директор средних школ № 4 (1951—1958), № 11 (1958—1962), № 23 (1966—1980) города Йошкар-Олы Марийской АССР. Заслуженный учитель школы Марийской АССР (1978). Участник Великой Отечественной войны. Член ВКП(б).